# Incendio en la escuela Mahdia
El 21 de mayo de 2023, ocurrió un incendio en una escuela secundaria de Mahdia, Potaro-Siparuni, Guyana, en el que murieron al menos 19 personas.

## Antecedentes
Mahdia Secondary School es un centro de enseñanza secundaria situado en la ciudad minera de Mahdia, en la región de Potaro-Siparuni de Guyana. Atiende a alumnos de 12 a 18 años. La mayoría de los alumnos son de ascendencia amerindia.
El centro es un internado. La escuela interesaba al gobierno guyanés, que la construyó para "salvar las distancias entre el interior y las zonas costeras". Fue como tal el centro de los esfuerzos guyaneses por mejorar la educación en las zonas menos desarrolladas del país.

## Incendio y respuesta posterior
El 21 de mayo de 2023, se declaró un incendio en un dormitorio femenino minutos antes de la medianoche, hora local. El fuego envolvió al dormitorio, atrapando a los estudiantes en su interior. Catorce estudiantes murieron en el mismo.
Los estudiantes heridos fueron trasladados a los dos principales hospitales de la capital guyanesa, Georgetown.
El número inicial de víctimas mortales era de 20, pero finalmente se actualizó a 19, después de que un niño inicialmente declarado fallecido pudiera ser reanimado por los equipos de rescate.
El incendio fue uno de los más mortales que afectó a residencias escolares en los últimos 30 años.

## Investigación
Según las autoridades, el incendio parece haber sido provocado por una estudiante enfurecida después de que le confiscaran su teléfono móvil. La adolescente sospechosa, que fue hospitalizada con quemaduras, confesó haber provocado el incendio. Una fuente gubernamental informó a la agencia de noticias AFP de que las autoridades están buscando orientación sobre si presentar cargos contra ella. La chica fue acusada de realizar amenazas a raíz de una sanción disciplinaria por su relación con un hombre mayor.

## Reacciones
El presidente Irfaan Ali declaró: "Es un gran desastre. Es horrible, es doloroso".